# Mimică

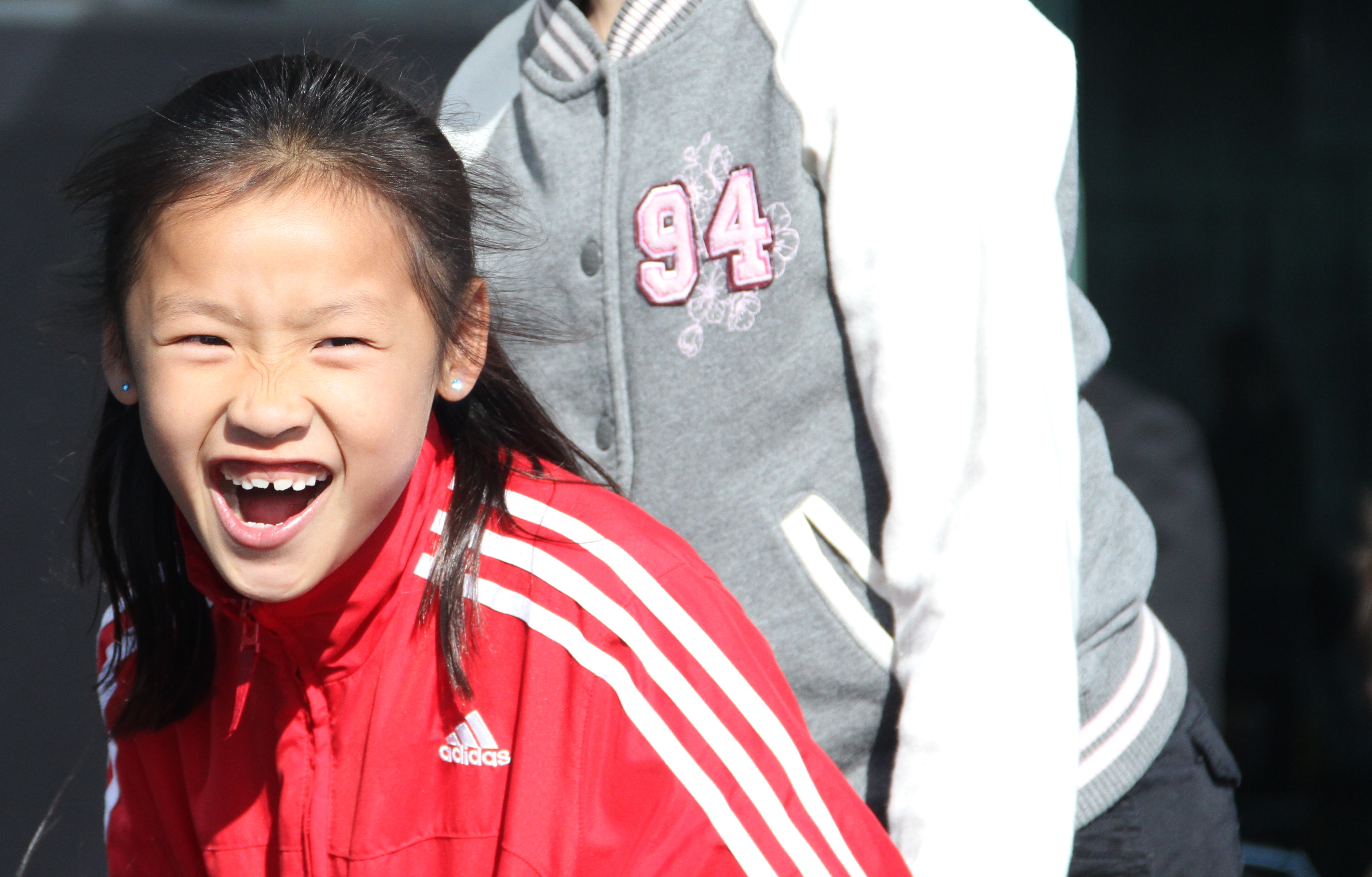
Mimică

Termenul „mimică” se poate referi la:
- Arta de a exprima pe scenă, prin mișcările feței și prin gesturi, sentimente și idei.
- Mimica, expresia feței sau mina este ansamblul de modificări ale fizionomiei care exteriorizează anumite sentimente sau gânduri.
- Mimica face parte din categoria comunicațiilor fiziologice nevorbite.
- Acest mod de comunicație este utilizată de mimi, prin pantomime, pe scenele de teatru.